# Sosane procera
Sosane procera är en ringmaskart som först beskrevs av Ehlers 1887.  Sosane procera ingår i släktet Sosane och familjen Ampharetidae. Utöver nominatformen finns också underarten S. p. malayensis.